# Fissidens wageri
Fissidens wageri är en bladmossart som beskrevs av Dixon in H. A. Wager 1914. Fissidens wageri ingår i släktet fickmossor, och familjen Fissidentaceae. Inga underarter finns listade i Catalogue of Life.